# ISO 3166-2:BS
ISO 3166-2:BS és el subconjunt per a les Bahames de l'estàndard ISO 3166-2, publicat per l'Organització Internacional per Estandardització (ISO) que defineix els codis de les principals subdivisions administratives.
Actualment per a les Bahames l'estàndard ISO 3166-2, està format per 31 districtes i una illa. Nova Providència (New Providence) és l'illa més poblada i alhora conté la capital del país Nassau que és directament governada pel govern central, el seu codi va ser eliminat el 2010 però recuperat el 2018. Green Turtle Cay també va perdre el seu codi el 2011.
Cada codi es compon de dues parts, separades per un guió. La primera part és BS, el codi ISO 3166-1 alfa-2 per a les Bahames. La segona part són dues lletres.

## Codis actuals
Els noms de les subdivisions estan llistades segons l'ISO 3166-2 publicat per la "ISO 3166 Maintenance Agency" (ISO 3166/MA).
| Codi  | Nom de la subdivisió (en)   |
| ----- | --------------------------- |
| BS-AK | Acklins                     |
| BS-BY | Berry Islands               |
| BS-BI | Bimini                      |
| BS-BP | Black Point                 |
| BS-CI | Cat Island                  |
| BS-CO | Central Abaco               |
| BS-CS | Central Andros              |
| BS-CE | Central Eleuthera           |
| BS-FP | City of Freeport            |
| BS-CK | Crooked Island and Long Cay |
| BS-EG | East Grand Bahama           |
| BS-EX | Exuma                       |
| BS-GC | Grand Cay                   |
| BS-HI | Harbour Island              |
| BS-HT | Hope Town                   |
| BS-IN | Inagua                      |
| BS-LI | Long Island                 |
| BS-MC | Mangrove Cay                |
| BS-MG | Mayaguana                   |
| BS-MI | Moores Island               |
| BS-NP | New Providence              |
| BS-NO | North Abaco                 |
| BS-NS | North Andros                |
| BS-NE | North Eleuthera             |
| BS-RI | Ragged Island               |
| BS-RC | Rum Cay                     |
| BS-SS | San Salvador                |
| BS-SO | South Abaco                 |
| BS-SA | South Andros                |
| BS-SE | South Eleuthera             |
| BS-SW | Spanish Wells               |
| BS-WG | West Grand Bahama           |